# بیورهولم
بیورهولم (به سوئدی: Bjurholm) یک منطقهٔ مسکونی در سوئد است که در بخش بیورهولم واقع شده‌است. بیورهولم ۱٫۷۲ کیلومتر مربع مساحت و ۹۶۸ نفر جمعیت دارد.